# Liste dänischer Maler
Die Liste dänischer Maler enthält Künstler aus allen Zeiten, die sich hauptsächlich der Malerei gewidmet haben oder als Maler bekannt geworden sind.
Die Aufnahme in die Liste erfolgt nach den Kriterien für Bildende Künstler der deutschsprachigen Wikipedia. Sie ist nicht auf Vollständigkeit ausgelegt.

## A
- Axel Aabrink (1887–1965)
- Jørgen Aabye (1868–1959)
- Arvid Aae (1877–1913)
- Carl Frederik Aagaard (1833–1895)
- Nicolai Abildgaard (1743–1809)
- Søren Abildgaard (1718–1791)
- Georg Achen (1860–1912)
- Christian Aigens (1870–1940)
- Else Alfelt (1910–1974)
- Peder Als (1725–1776)
- Peter Alsing Nielsen (1907–1985)
- Anna Ancher (1859–1935)
- Michael Ancher (1849–1927)
- Anders Andersen-Lundby (1841–1923)
- Kârale Andreassen (1890–1934)

## B
- Carl Emil Baagøe (1829–1902)
- Otto Bache (1839–1927)
- Carl Balsgaard (1812–1893)
- Emil Bærentzen (1799–1868)
- Mogens Ballin (1871–1914)
- Magdalene Bärens (1737–1808)
- Poul Anker Bech (1942–2009)
- Christian Frederik Beck (1876–1954)
- Wilhelm Bendz (1804–1832)
- Christian Albrecht von Benzon (1816–1849)
- Magnus Berg (1666–1739)
- Aage Bertelsen (1873–1945)
- Albert Bertelsen (1921–2019)
- Carl Bille (1815–1898)
- Ejler Bille (1910–2004)
- Vilhelm Bille (1864–1908)
- Willy Bille (1889–1944)
- Jens Birkholm (1869–1915)
- Wilhelm Bissen (1836–1913)
- Niels Bjerre (1864–1942)
- Christian Blache (1838–1920)
- Carl Bloch (1834–1890)
- Aage Blumensaadt (1889–1939)
- Lars Bo (1924–1999)
- Jørgen Boberg (1940–2009)
- August Wilhelm Boesen (1812–1857)
- Peter Brandes (* 1944)
- Oluf Braren (1787–1839)
- Hans Andersen Brendekilde (1857–1942)
- Victor Brockdorff (1911–1992)
- Laura Brun-Pedersen (1883–1961)
- Johan Jacob Bruun (1715–1789)
- Heinrich Christian August Buntzen (1803–1892)
- Eva Louise Buus (* 1979)

## C
- Andreas Riis Carstensen (1844–1906)
- Ebba Carstensen (1885–1967)
- Johannes Carstensen (1924–2010)
- Anthonie Christensen (1849–1926)
- C.C.A. Christensen (1831–1912)
- Godfred Christensen (1845–1928)
- Poul Simon Christiansen (1855–1933)
- Franciska Clausen (1899–1986)
- Gad Frederik Clement (1867–1933)
- Janus la Cour (1837–1909)

## D
- Carl Dahl (1812–1865)
- Christen Dalsgaard (1824–1907)
- Sven Dalsgaard (1914–1999)
- Heinrich Dittmers (1625–1677)
- Heinrich Dohm (1875–1940)
- Jakob van Doordt (?–1629)
- Anton Dorph (1831–1914)
- Bertha Dorph (1875–1960)
- Dankvart Dreyer (1816–1852)
- Ole Due (1885–1925)

## E
- Christoffer Wilhelm Eckersberg (1783–1853)
- Heinrich Eddelien (1802–1852)
- Mogens Ege (1892–1946)
- Eiler Rasmussen Eilersen (1827–1912)
- Ib Eisner (1925–2003)
- Lili Elbe (1882–1931)
- Frederik Ellgaard (1896– nach 1960)
- Elmelunde-Meister (15. Jahrhundert)
- Ritha Elmholt (* 1947)
- Catherine Engelhart (1845–1926)
- Harald Rudyard Engman (1903–1968)
- Johan II. van Enum (vor 1580–1615 oder nach 1637)
- Julius Exner (1825–1910)

## F
- Viggo Fauerholdt (1832–1883)
- Conrad Fehr (1854–1933)
- Sonja Ferlov Mancoba (1911–1984)
- Paul Gustav Fischer (1860–1934)
- Philip Fischer (1817–1907)
- Johannes Flintoe (1786–1870)
- Johanna Marie Fosie (1726–1764)
- Erik A. Frandsen (* 1957)
- Wilhelm Freddie (1909–1995)
- Otto Frello (1924–2015)
- Achton Friis (1871–1939)
- Didrik Frisch (1836–1867)
- Claudius Ditlev Fritzsch (1765–1841)
- Lorenz Frølich (1820–1908)
- Georg Mathias Fuchs (1719–1797)

## G
- Paul Gadegaard (1920–1996)
- Pola Gauguin (1883–1961)
- Christian David Gebauer (1777–1831)
- Poul Gernes (1925–1996)
- Johan Vilhelm Gertner (1818–1871)
- Ib Geertsen (1919–2009)
- Albert Gottschalk (1866–1906)
- Willy Gretor (1868–1923)
- Theude Grönland (1817–1876)
- Vilhelm Groth (1842–1899)

## H
- Erik Hagens (* 1940)
- Hans Jørgen Hammer (1815–1882)
- Svend Hammershøi (1873–1948)
- Vilhelm Hammershøi (1864–1916)
- Constantin Hansen (1804–1880)
- Hans Hansen (1769–1828)
- Heinrich Hansen (1821–1890)
- Just Michael Hansen (1812–1891)
- Osmund Hansen (1908–1995)
- Peter Hansen (1868–1928)
- Harro Harring (1798–1870)
- Otto Haslund (1842–1917)
- Arne Haugen Sørensen (* 1932)
- Lambert van Haven (1630–1695)
- Sven Havsteen-Mikkelsen (1912–1999)
- Henry Heerup (1907–1993)
- Heinrich Heger (1832–1888)
- Ella Heide (1871–1956)
- Einar Hein (1875–1931)
- Frederik Ferdinand Helsted (1809–1875)
- Viggo Ludvig Helsted (1861–1926)
- Sophie Henck (1822–1893)
- Erik Henningsen (1855–1930)
- Frants Henningsen (1850–1908)
- Marie Henriques (1866–1944)
- Sally Henriques (1815–1886)
- Carsten Henrichsen (1824–1897)
- Knud Ove Hilkier (1884–1953)
- Søren Hjorth Nielsen (1901–1983)
- Niels Peter Holbech (1804–1889)
- Johannes Holbek (1872–1903)
- Christian Holm (1804–1846)
- Heinrich Gustav Ferdinand Holm (1803–1861)
- Carl Holsøe (1863–1935)
- Paul Høm (1905–1994)
- Christian Horneman (1765–1844)
- Johannes Holt-Iversen (* 1989)
- Sophie Holten (1858–1930)
- Susette Holten (1863–1937)
- Oluf Høst (1884–1966)
- Bizzie Høyer (1888–1971)
- Cornelius Høyer (1741–1804)
- Knud Hvidberg (1927–1986)

## I
- Peter Ilsted (1861–1933)
- Valdemar Irminger (1850–1938)
- Victor Isbrand (1897–1989)

## J
- Cort Jacobsen (1911–1967)
- Egill Jacobsen (1910–1998)
- Georg Jacobsen (1887–1976)
- Robert Jacobsen (1912–1993)
- Ville Jais-Nielsen (1885–1949)
- Axel P. Jensen (1885–1972)
- Christian Albrecht Jensen (1792–1870)
- Johan Laurentz Jensen (1800–1856)
- Karl Jensen (1851–1933)
- Louis Jensen (1858–1908)
- Sergej Jensen (* 1973)
- Harald Jerichau (1851–1878)
- Elisabeth Jerichau-Baumann (1819–1881)
- August Jerndorff (1846–1906)
- Carl Ludwig Jessen (1833–1917)
- Einer Johansen (1893–1965)
- Svend Johansen (1890–1970)
- Viggo Johansen (1851–1935)
- Asger Jorn (1914–1973)
- Karl Aksel Jørgensen (1883–1957)
- Jens Juel (1745–1802)

## K
- Ludvig Kabell (1853–1902)
- F.C. Kiærskou (1805–1891)
- Anton Eduard Kieldrup (1826–1869)
- Per Kirkeby (1938–2018)
- Anna Klindt Sørensen (1899–1985)
- Peder Klint (1853–1930)
- Frederik Theodor Kloss (1802–1876)
- Christen Købke (1810–1848)
- Elise Konstantin-Hansen (1858–1946)
- John Kørner (* 1967)
- Hendrick Krock (1671–1738)
- Christian Krogh (1852–1925)
- Pietro Krohn (1840–1905)
- Marie Krøyer (1867–1940)
- Peder Severin Krøyer (1851–1909)
- Albert Küchler (1803–1886)
- Michael Kvium (* 1955)
- Vilhelm Kyhn (1819–1903)

## L
- Frants Landt (1885–1975)
- Adolph Larsen (1856–1942)
- Alhed Larsen (1872–1927)
- Emanuel Larsen (1823–1859)
- Johannes Larsen (1867–1961)
- Lone Larsen (* 1955)
- Hans August Lassen (1857–1938)
- Freddie A. Lerche (* 1937)
- Harald Leth (1899–1986)
- Georg Emil Libert (1820–1908)
- Carl Ludvig Thilson Locher (1851–1915)
- Christian August Lorentzen (1749–1828)
- Christine Løvmand (1803–1872)
- Carl O. J. Lund (1857–1936)
- Frederik Christian Lund (1826–1901)
- Jens Lund (1871–1924)
- Johann Ludwig Lund (1777–1867)
- Johan Thomas Lundbye (1818–1848)
- Anders Christian Lunde (1809–1886)
- Marie Luplau (1848–1925)

## M
- Niels Macholm (1915–1997)
- Lise Malinovsky (* 1957)
- Wilhelm Marstrand (1810–1873)
- Anton Melbye (1818–1875)
- Fritz Melbye (1826–1869)
- Vilhelm Melbye (1824–1882)
- Albert Mertz (1920–1990)
- Axel Meyer (1887– nach 1915)
- Emma Eleonore Meyer (1859–1921)
- Ernst Meyer (1797–1861)
- Andreas Möller (1684–?)
- Carl Møller (1845–1920)
- Jens Peter Møller (1783–1854)
- Mogens Møller (* 1934)
- Valdemar Schønheyder Møller (1864–1905)
- Niels Pedersen Mols (1859–1921)
- Kai Molter (1903–1977)
- David Monies (1812–1894)
- Christian Mølsted (1862–1930)
- Peder Mørk Mønsted (1859–1941)
- Richard Mortensen (1910–1993)
- Johannes Mück (1831–1919)
- Adam August Müller (1811–1844)
- Gustaf Munch-Petersen (1912–1938)
- Emilie Mundt (1842–1922)

## N
- Rasmus Nellemann (1923–2004)
- Arthur Nielsen (1883–1946)
- Camilla Nielsen (* 1972)
- Ejnar Nielsen (1872–1956)
- Jais Nielsen (1885–1961)
- Thorvald Niss (1842–1905)
- Emil Nolde (1867–1956)
- Emil Normann (1798–1881)

## O
- Henrik Olrik (1830–1890)
- John Olsen (* 1938)
- Erik Ortvad (1917–2008)

## P
- Vilhelm Pacht (1843–1912)
- Erik Pauelsen (1749–1790)
- Julius Paulsen (1860–1940)
- Carl-Henning Pedersen (1913–2007)
- Vilhelm Pedersen (1820–1859)
- Andreas Petersen-Röm (1914–1985)
- Anna Petersen (1845–1910)
- Edvard Petersen (1841–1911)
- Leif Sylvester Petersen (* 1940)
- Vilhelm Petersen (1812–1880)
- Fritz Petzholdt (1805–1838)
- Theodor Philipsen (1840–1920)
- Carl Gustaf Pilo (1711–1793)
- Camille Pissarro (1830–1903)
- August Plum (1815–1876)
- Christian Pram-Henningsen (1846–1892)
- Julius Prömmel (1812–1870)
- Harald Pryn (1891–1968)

## R
- Tal R (* 1967)
- Pia Ranslet (* 1956)
- Erik Raadal (1905–1941)
- Johannes Rach (1720–1783)
- Carl Rasmussen (1841–1893)
- Louise Ravn-Hansen (1849–1909)
- Jytte Rex (* 1942)
- Lauritz Andersen Ring (1854–1933)
- Ole Ring (1902–1972)
- Elof Risebye (1892–1961)
- Jørgen Roed (1808–1888)
- Frederik Rohde (1816–1886)
- Johan Rohde (1856–1935)
- Martinus Rørbye (1803–1848)
- Vilhelm Rosenstand (1838–1915)
- Peter Rosing (1892–1965), Grönland
- Godtfred Rump (1816–1880)

## S
- Hans Scherfig (1905–1979)
- Carl Georg Scheuermann (1803–1859)
- August Schiøtt (1823–1895)
- Ida Schiøttz-Jensen (1860–1933)
- Niels Frederik Schiøttz-Jensen (1855–1941)
- Alfred Schmidt (1858–1938)
- Ludvig Abelin Schou (1838–1867)
- Peter Alfred Schou (1844–1914)
- Ole Schwalbe (1929–1990)
- Carl Christian Seydewitz (1777–1857)
- Johann Jürgen Sickert (1803–1864)
- Oswald Sickert (1828–1885)
- Herman Siegumfeldt (1833–1912)
- Alfred Simonsen (1906–1935)
- Niels Simonsen (1807–1885)
- Joakim Frederik Skovgaard (1856–1933)
- Niels Skovgaard (1858–1938)
- P. C. Skovgaard (1817–1875)
- Agnes Slott-Møller (1862–1937)
- Harald Slott-Møller (1864–1937)
- Frederik Sødring (1809–1862)
- Jens Søndergaard (1895–1957)
- Jørgen Sonne (1801–1890)
- Carl Frederik Sørensen (1818–1879)
- Ole Sporring (* 1941)
- Niels Larsen Stevns (1864–1941)
- Carl Stilling (1874–1938)
- Robert Storm Petersen (1882–1949)
- Carl Sundt-Hansen (1841–1907)
- Ove Svenson (1880–1976)
- Christine Swane (1876–1960)
- Sigurd Swane (1879–1973)
- Serhij Swjattschenko (* 1952)
- Anna Syberg (1870–1914)
- Ernst Syberg (1906–1981)
- Fritz Syberg (1862–1939)

## T
- Hans Tegner (1853–1932)
- Carl Thomsen (1847–1912)
- Reinhold Timm (?–1639)
- Peter Tom-Petersen (1861–1926)
- Holger Topp-Pedersen (1868–1938)
- Kurt Trampedach (1943–2013)
- Eleonora Tscherning (1817–1890)
- Laurits Tuxen (1853–1927)
- Nicoline Tuxen (1847–1931)

## V
- Herman Vedel (1875–1948)
- Frederik Vermehren (1823–1910)

## W
- Ingeborg Weeke (1905–1985)
- Bertha Wegmann (1847–1926)
- Edvard Weie (1879–1943)
- Friedrich Bernhard Westphal (1803–1844)
- Johannes Wilhjelm (1868–1938)
- Jens Ferdinand Willumsen (1863–1958)
- Svend Wiig Hansen (1922–1997)
- Bjørn Wiinblad (1918–2006)
- Abraham Wuchters (1608–1682)

## Z
- Christian Zacho (1843–1913)
- Kristian Zahrtmann (1843–1917)
- Johannes Zehngraf (1857–1908)
- Johann Georg Ziesenis der Jüngere (1716–1776)
- Wilhelm Zillen (1824–1870)